# کروسیک ۶۸۴۲
سیارک ۶۸۴۲ (به انگلیسی: 6842 Krosigk، نامگذاری:3016P-L) شش هزار و هشتصد و چهل و دومین سیارک کشف شده‌است که در ۲۴ سپتامبر ۱۹۶۰ کشف شد.
قدر مطلق سیارک برابر ۱۳٫۷۰ است.